# Roberto Lehmann Nitsche
Roberto Lehmann-Nitsche (o Paul Adolf Robert Lehmann-Nitsche) ( 9 de noviembre de 1872 – Berlín, 9 de abril de 1938 ), fue un médico y etnólogo alemán que actuó en Argentina, donde permaneció casi cuarenta años. Sirvió como director de la División Antropología del Museo de La Plata, realizó numerosas exploraciones y acopió gran cantidad de información sobre los indígenas, las lenguas chon, el mapudungún, la milonga y el folclore argentino. 

## Sus estudios y trabajos
Durante sus años en Alemania, Lehmann-Nitsche se doctoró en Antropología en la Universidad de Múnich en 1894 y en Medicina, también en esta universidad, en 1897.
Ese año partió de Alemania y se instaló en Buenos Aires, Argentina. Llegó invitado y recomendado por el antropólogo y explorador neerlandés Herman ten Kate. Lehmann-Nitsche llegó al país con la idea de integrarse a un conjunto de investigadores científicos dirigidos por Francisco Pascasio Moreno y con los cuales amplió sus contactos para comenzar un importante estudio sobre las características culturales del país.
Allí comenzó a trabajar en el Instituto del Museo de La Plata, tanto como director del Departamento de Antropología, como dictando clases. También se dedicó a la enseñanza en la Universidad de Buenos Aires y en 1909 en la Escuela Nacional de Bellas Artes.
Fue miembro correspondiente de las Academias de la Historia de Argentina y de la Gallega.

## Investigaciones

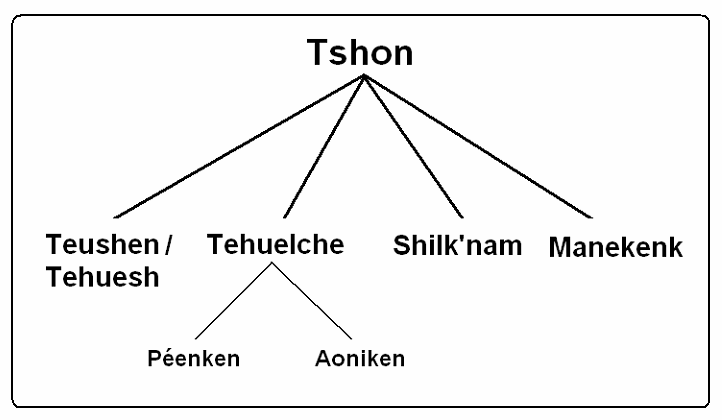
Clasificación de las lenguas tshon según Roberto Lehmann-Nitsche.

A la par de la realización de estas actividades académicas, Lehmann-Nitsche no dejó de lado su interés por la cultura, enfocado en el folclore, la lingüística, la etnología y la mitología. El análisis exhaustivo que realizó, se centró principalmente en un grupo de indígenas mapuches asentados en Buenos Aires a los cuales pudo acceder gracias a su colega Francisco Pascasio Moreno.
Entre 1900 y 1926, recorrió gran parte del territorio argentino de norte a sur, en especial Chaco y Tierra del Fuego, siempre con el fin de continuar sus investigaciones. Entre los documentos archivados de estos viajes (aproximadamente 350 publicaciones), se encuentran desde entrevistas hasta fotografías y grabaciones que al día de hoy son parte de la historia argentina, al igual que el hecho de que el folklore nacional puede abarcarse desde otros puntos de vista, incluso desde el científico.
En el Instituto Iberoamericano de Berlín se conservan documentos de las investigaciones de Lehmann Nitsche y los investigadores Margarita Canío y Gabriel Pozo encontraron en ellos unas tres mil páginas de relatos, cantos y cartas, así como fonogramas, recogidos entre los mapuches a principios del siglo XX. El investigador pretendía publicarlos bajo el título Textos Araucanos, pero nunca llegó a hacerlo. Finalmente, Canío y Menares los ordenaron, tradujeron y publicaron en versión bilingüe el año 2013 con el título Historia y conocimiento oral mapuche. Sobrevivientes de la "Campaña del Desierto" y la "Ocupación de la Araucanía" (1899-1926).

## En sus últimos años
En 1930 volvió a Alemania luego de jubilarse, sin embargo nunca perdió su contacto con Argentina, colaborando con numerosas publicaciones y redactando obras acerca de la cultura del país. Murió en Berlín el 9 de abril de 1938, pero su legado, tanto su biblioteca como la inmensa cantidad de documentos archivados, está vigente actualmente. 

## Controversias
En vida, Lehmann-Nitsche fue acusado de invertir excesiva atención y recursos públicos argentinos en la preservación de la cultura de los pueblos indígenas de Argentina, la cual, en la narrativa política de la época, era considerada de menor importancia, siendo que la identidad "verdaderamente" argentina era la de origen europeo. Más recientemente, sin embargo, sus críticos han tomado una perspectiva radicalmente distinta, enfocándose en la condiciones denigrantes y próximas a la esclavitud bajo las cuales el antropólogo entrevistaba a hombres y mujeres indígenas. A dichas prácticas se suman la 'exhibición' de personas indígenas en 'circos' o 'zoológicos' humanos y de los cráneos y huesos de sus fallecidos en el Museo de La Plata. Esta controversia se ha extendido al archivo virtual de sus fotografías en el Ibero-Amerikanisches Institut de Berlín. Lehmann-Nitsche también fue denunciado en el documental de Alejandro Fernández Mouján, Damiana Kyygi (2015) acerca de una niña aché y su abducción 'con motivos científicos'.El escándalo que sucedió a esta película resultó en la decisión del Museo de La Plata de restituir numerosos restos humanos a sus respectivos pueblos originarios, para ser enterrados de manera culturalmente apropiada.

## Obras
- El grupo lingüístico Tschon de los territorios magallánicos, 1913
- Mitología sudamericana II: la cosmogonía según los Puelche de la Patagonia, 1919
- El grupo lingüístico "Het" de la Pampa Argentina, Museo de La Plata, 1922
- La leyenda de Santos Vega
- Textos eróticos del Río de la Plata: ensayo lingüístico sobre textos sicalípticos de las regiones del Plata, en español popular y lunfardo.